# Goodyera erosa
Goodyera erosa är en orkidéart som först beskrevs av Oakes Ames och Charles Schweinfurth, och fick sitt nu gällande namn av Ames, F.T.Hubb. och Charles Schweinfurth. Goodyera erosa ingår i släktet knärötter, och familjen orkidéer. Inga underarter finns listade i Catalogue of Life.